# 密特拉屠牛像

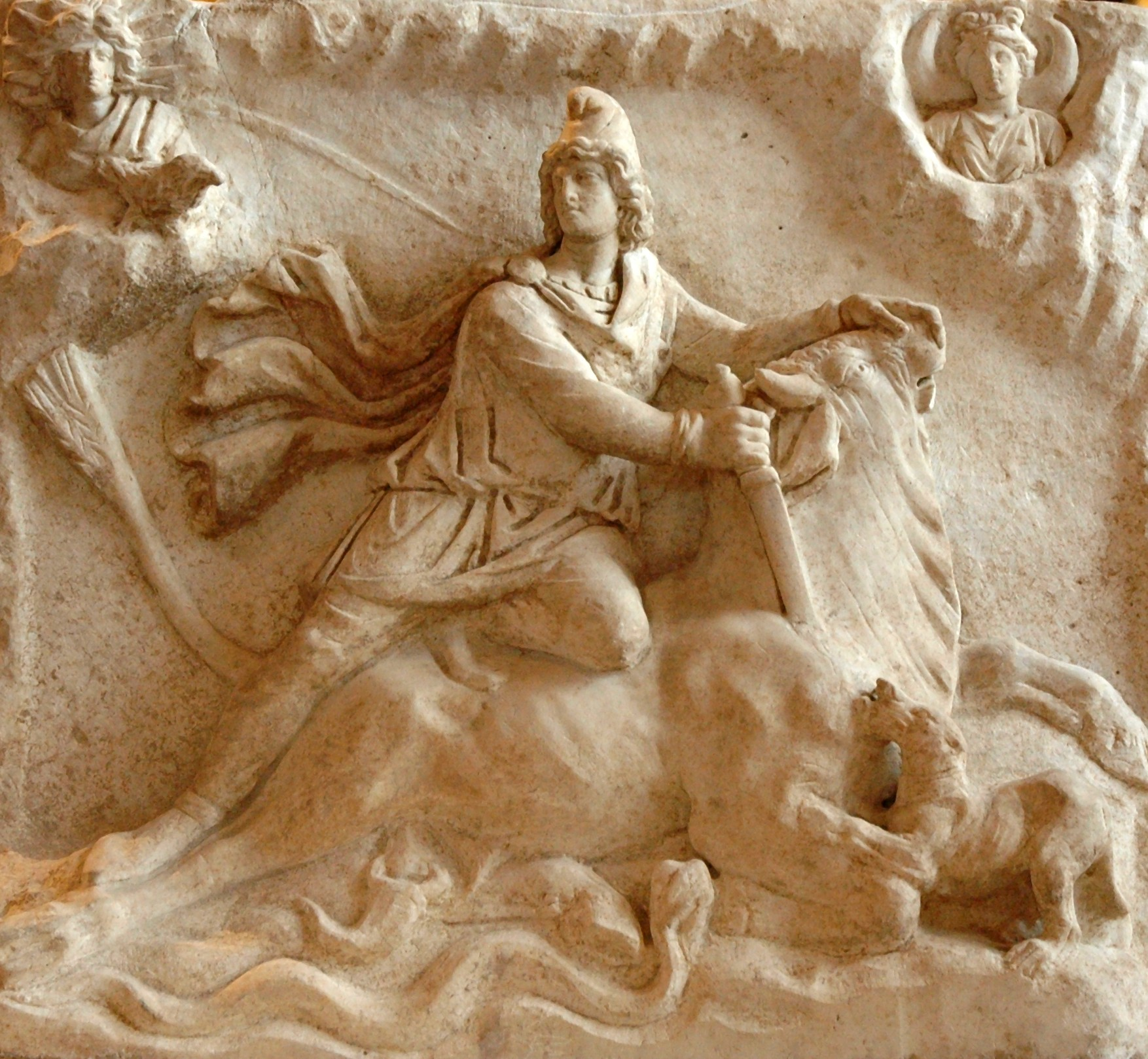
CIMRM 641號：位在雙面羅馬淺浮雕A面的屠牛場景。西元二世紀或者是西元三世紀，發現在菲亚诺罗马诺（Fiano Romano），在羅馬附近，現今於羅浮宮內展出。位在左上角的神祇是赫利俄斯跟渡鴉，以及右上角的神祇是盧娜。

屠牛像（Tauroctony，或譯為屠牛神像）是一個特定用於羅馬密特拉密教中心的崇拜的神像浮雕現代學術名詞。該聖像描繪了密特拉斯（Mithras）屠殺一頭公牛，因此英文中的tauroctony的名稱是隨著希臘文拉丁轉寫的字彙tauroktonos（希臘文：ταυροκτόνος；英譯：“bull killing”；中譯：“屠牛”）命名而來的。
儘管這一名稱，該（屠牛）場景是象徵性的，並沒有證據表明羅馬崇拜的庇护人（patrons）曾經行使這樣的儀式。像所有的希臘羅馬密教一樣，密特拉秘儀式僅限於入教者而已，並且外人與今人對有關於這宗教的膜拜信仰或者是宗教習俗知之甚少。然而，公牛的幾個圖像包括了一個蓋在動物背部的（dorsuale）緞帶或者是毯子，這是一個羅馬的習俗以確認一個獻祭的動物，所以它相當確定的是屠戮公牛是意味著一種獻祭的行為，不過這是屬於原始自然神崇拜的一個範疇，在具備尊重眾生生命、以慈悲心救渡眾生的東方宗教中卻嚴格禁止這麼做的。還有，因為主要的屠牛場景往往伴隨著對太陽、月亮和星宿的明確描繪，所以這個場景還具有占星術的內涵也是相當確定的。但是儘管有許多關於這個主題的理論，卻沒有得到廣泛的接受。雖然基本的屠殺形像似乎是從勝利女神尼刻（Nike）的類似描述中所（擷取）採用的，而且可以確定的是屠牛的象徵和其他輔助因素共同講述了一個故事（也就是崇拜的神話、崇拜的奧秘〔mystery〕，只限於告訴入教者），那個故事已經佚失了現在是未知的。在數十年旋繞著日益令人費解的理論之後，研究密特拉密教的學者現在普遍不願意做出推測性的學說了。
另外，屠牛像不應該與“牛祭（taurobolium，音譯為陶羅波林姆、多羅波利姆）”混淆，而牛祭是由大母神（Magna Mater，或譯為眾神之母；音譯為玛格那玛特）秘密宗教的入教者所行使的實際屠牛的祭儀行為，並且這牛祭是與密特拉秘儀是無關的，還有佛教和另一个不杀生的宗教耆那教都拒绝动物祭祀，又佛教主张“放生”，主张对动物采取保护，所以牛祭無論是在愛護生命的立場上以及在不殺生的戒律之下是絕對不容許的。“沒有證據表明著〔密特拉秘儀的入教者〕曾經行使這樣的儀式〔也就是說實際的屠牛〕，並且先验的考慮建議一座密特拉寺—任何一座密特拉寺—將是一個最不切實際的場所嘗試這種儀式了。（There is no evidence that [initiates of the Mithraic mysteries] ever performed such a rite [i.e. a real bull killing], and a priori considerations suggest that a mithraeum – any mithraeum – would be a most impractical place to attempt it.）”由此可見，屠牛像並非表示在屠殺公牛而是有他們教派的奧秘存在著。

## 藝術

### 簡介

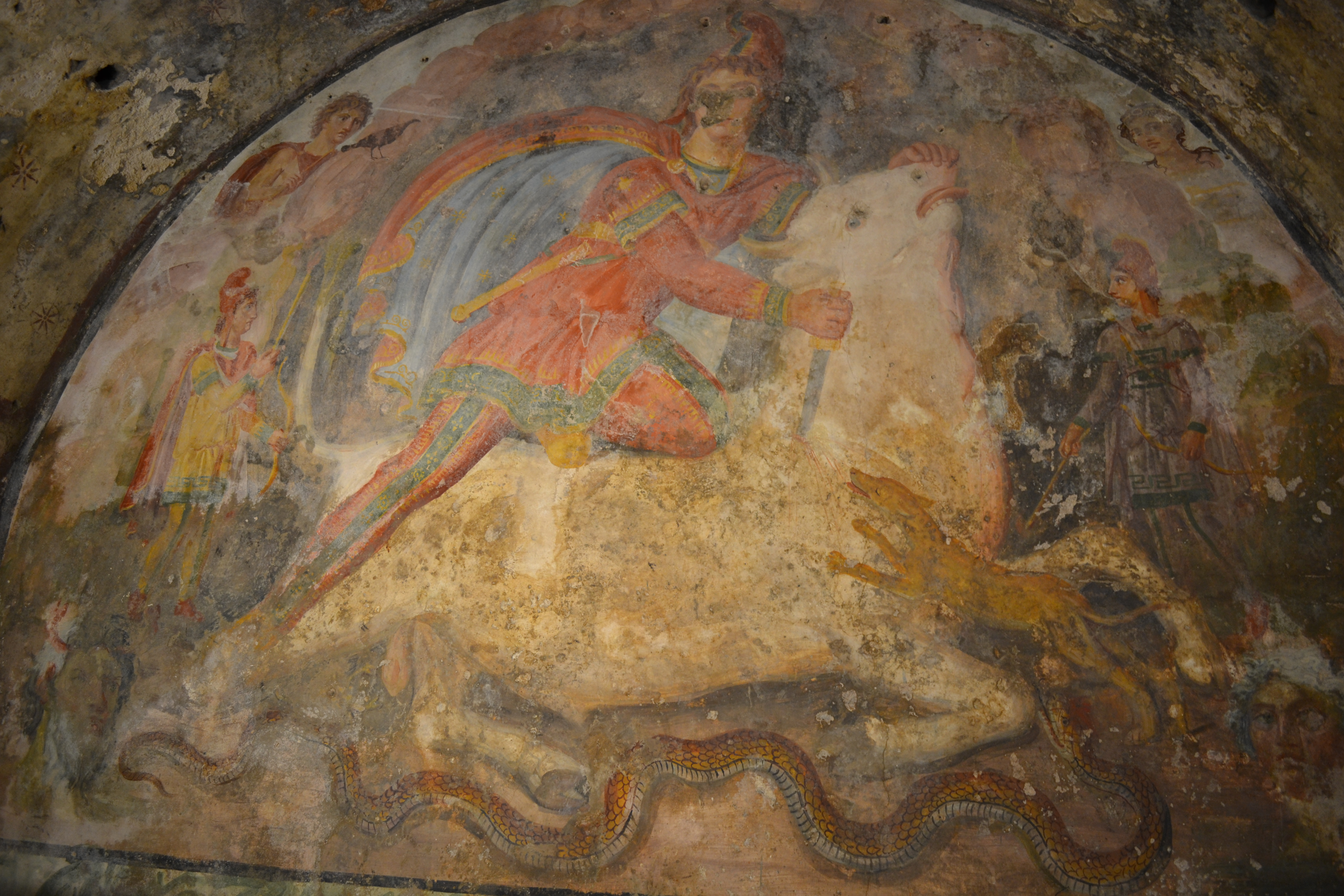
CIMRM 181號：位在聖塔馬里亞·卡普阿·韋泰雷（Santa Maria Capua Vetere）密特拉寺內的屠牛像壁畫，年代是西元二世紀。

無論是作為一幅畫還是作為雕飾的宗教具有永久價值紀念作品，圖像像場景的描繪是屬於每一座密特拉寺的標準裝置。在儀式活動舉行的場所裡位在最遠端的牆壁上至少會有安裝一幅描繪，通常是在一面被修琢過格外地似洞穴的壁龕上。裝飾豐富多彩的密特拉寺，如位在美因河畔施托克施塔特（Stockstadt am Main）中的一座，及擁有眾多的膜拜浮雕。
這場景大致上可以劃分為兩組。“簡單”的描繪，其中只包括主要的屠牛場景，以及“複合”的描繪，其中屠牛像是重要的以及最大的元素，但祂（屠牛像）是由描繪其他場景的面板構建起來的。
目前眾所周知最古老的屠牛場景的代表是出自羅馬的CIMRM 593號到CIMRM 594號，一句確定是阿爾息穆斯（Alcimus）的獻詞，他是提貝里烏斯·克勞狄烏斯·李维亚努斯（Tiberius Claudius Livianus or T. Claudius Livianus）的奴隸管家（拉丁文：servus vilicus；英譯：slave steward/bailiff），李維亞努斯被認為與T. 朱利烏斯·阿奎利努斯·克勞狄烏斯·李维亚努斯（T. Iulius Aquilinus Castricius Saturninus Claudius Livianus）是同一個人，為在羅馬皇帝圖拉真（Trajan）底下的禁卫军长官（praetorian prefect）。其他同樣五個最早的密特拉秘儀宗教遺跡，其可以追溯到大約西元100年左右。

### 密特拉斯跟公牛

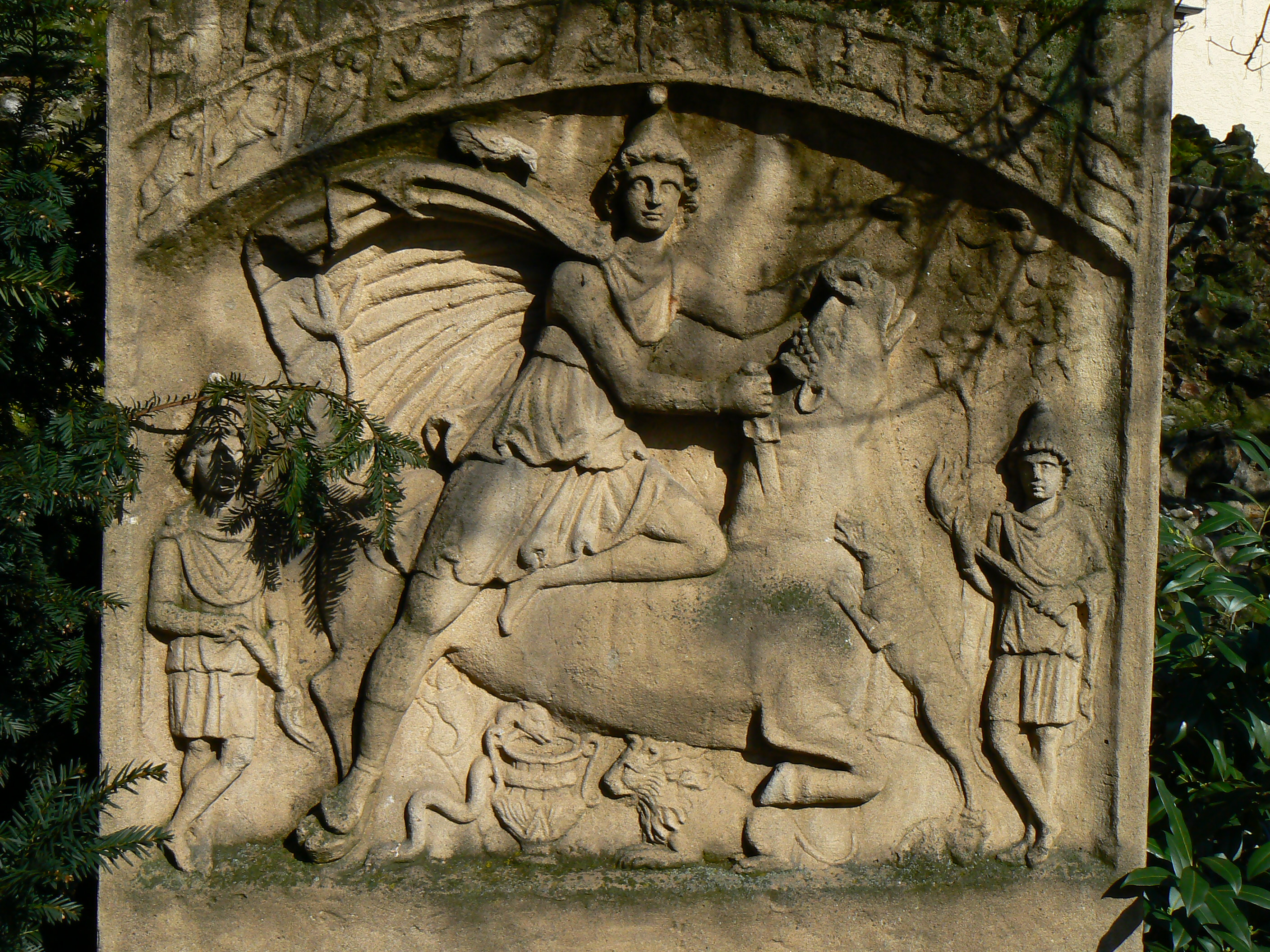
CIMRM 1083號：出自於“海登費爾德（Heidenfeld）”密特拉寺（第一密特拉寺，赫登海姆〔Heddernheim〕，德國）的屠牛像浮雕，現今珍藏在威斯巴登（Wiesbaden）。關於尊屠牛像的廣泛描述可在 這個圖像是維基共享資源頁面裏面找到。

雖然有很多細微的變化，但中央屠牛場景的基本特徵是高度統一的：密特拉斯半跨坐在一頭被壓迫在地面的公牛背上。公牛總是顯示出側面向的輪廓，面向右方。在原始的（未重新構建）描繪中，密特拉斯頭的面向上，祂總是把臉從公牛的方向轉了過來，而且許多情況下祂是回顧祂右邊對索爾仰望著（而塑像所顯示出密特拉斯注視著公牛，乃是文藝復興時代要修復其宗教遺跡中所遺失頭顱的塑像的結果導致）。場景中這公牛被密特拉斯的左腿給壓制住，祂的腿彎曲成一個角度並且祂的膝蓋是膝蓋壓在公牛的脊椎上。公牛的臀部和右後腿受到密特拉斯右腿的限制，祂的右腿可以說幾乎是完全的伸展開來。
用著祂的左手，密特拉斯由公牛的鼻孔或者是鼻口部分把公牛的頭給扳了回來（從來沒有由牛角部份去扳，祂用左手拉扯的部分——假如所有的屠牛像表現——都是短缺）。在祂的右手邊，密特拉斯通常持有一柄匕首或者是短劍刺進公牛的頸部。另外一種情況（CIMRM 2196號）則是，這刀子已經固定刺在公牛的頸部上了，並且密特拉斯已經舉起祂的手臂彷彿是勝利了一樣。密特拉斯通常穿著一件長度及膝全长袖的外衣（tunic，tunica manicata；音譯：丘尼卡·玛尼卡塔，是一種古罗马時代的服饰），貼身的靴子和馬褲（關於這褲子名稱與類型可能是古希臘文：ἀναξυρίδες，希臘文拉丁轉寫：anaxyrides是一種由斯基泰人，波斯人和鄰國人民所穿著的褲子之稱呼、bracae是朱利烏斯·凱撒〔Julius Caesar〕時代，西元前100年到西元前44年，位於高盧地區的民族所穿著的褲子之稱呼）。密特拉斯的披肩，如果祂有穿戴著，通常是敞開的，彷彿在飛翔一般。有时候，密特拉斯是裸體的（CIMRM 2196號；2327號；201號；1275號）。在祂的頭上，密特拉斯通常是通常戴著一頂弗里吉亞無邊便帽，就如同阿提斯（Attis）所穿戴的一樣。公牛的尾巴偶爾會出現以一枝小麥穗在末端的情況。傷口上的血液有時也被描繪成小麥穗，或者是描繪為一串葡萄。
有幾個膜拜聖像上公牛背上有裝飾著羅馬的蓋在動物背部的（dorsuale）緞帶或者是毯子，有時候是用刺繡裝飾著。這種放在動物背部的背帶或毯子是當時同個時代公共犧牲祭品形像中的一種採納，並且將公牛看作是犧牲用的牲畜。然而，如首段的序言所述，這種採用動物犧牲的儀式並沒有證據表明著密特拉秘儀的入教者有行使過，並且在殺牲生祭神之非在《藥師經》上說殺生祭神，祈福求命，不僅無效，且會招致橫禍。
從一些浮雕上發現的色素痕跡看來，並沒有特別的色彩傳統被遵循著。出自於亞伊采（Jajce）的浮雕之中（CIMRM 1902號），這公牛是黑色的，而密特拉斯的外衣是藍色的以及祂的披風是紅色的。出自於馬里諾（Marino）的浮雕以及出自於卡普阿·韋泰雷（Capua Vetere）的壁畫之中（CIMRM 181號），這公牛則是白色的。在馬里諾，密特拉斯的外衣是紅色的以及祂的披風是藍色的。現今位於（Frankfurt）境內的一個灰泥stucco）群，然而這最初是來自於羅馬（CIMRM 430號），這動物是紅棕色的。在出自於巴巴里尼（Barbarini）密特拉寺的浮雕裡（CIMRM 390號），這公牛是淺棕色的並且密特拉斯的外衣和長褲是綠色的。

### 藝術模型
“有關於密特拉斯屠牛場景的模型可能是有羽翼的尼刻（即羅馬的勝利女神維多利亞）屠牛的類型，在圖拉真統治時期再次成為一個符合潮流的形象。（The model for the Mithraic bull-killing scene was probably the type of winged Nike (Victory) killing the bull, which became a fashionable image once again in the reign of Trajan.）”。這種相似性是如此之大，以至於庫蒙（Cumont）把出自於在巴里斯（Baris）附近的CIMRM 25號誤認為與這支秘密宗教有關。這件事後來被費爾馬歇仁（Vermaseren）以及其他人給糾正為尼勝利女神刻。早在1899年的時候，庫蒙認定屠牛像為“模仿著古典希臘時期尼刻教派獻祭公牛的意念（the imitation of the motif of the classical Greek group of Nike sacrificing a bull）”，但是推測著這兩個屠牛場景都歸因於西元前二世紀帕加馬（Pergamon）的藝術傳統。這個概念被認為是庫蒙之一項“最不開心的假設（least happy hypotheses）”。

### 輔助元素

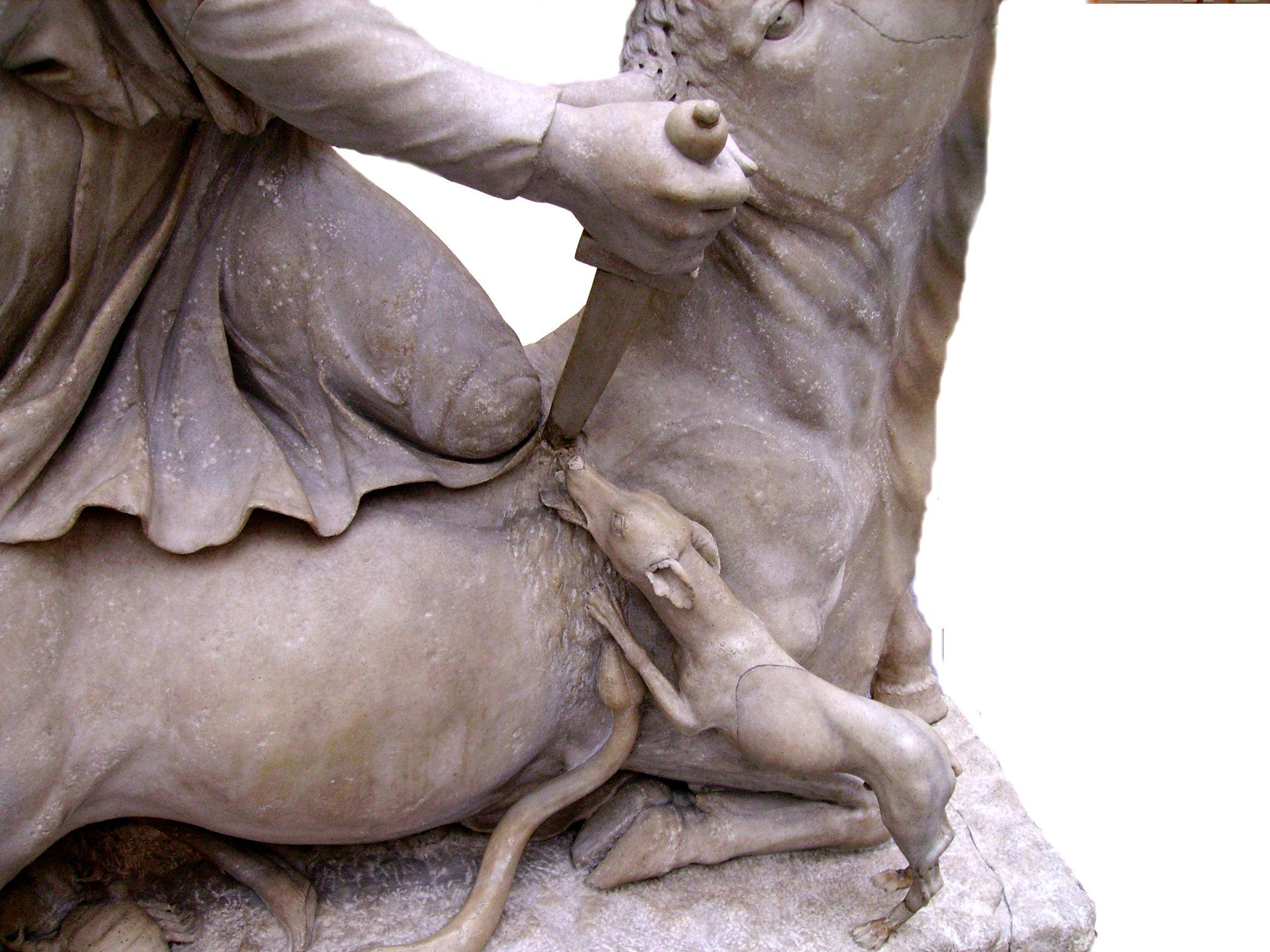
CIMRM 593號的細節：狗和蛇設置在公牛的傷口上。

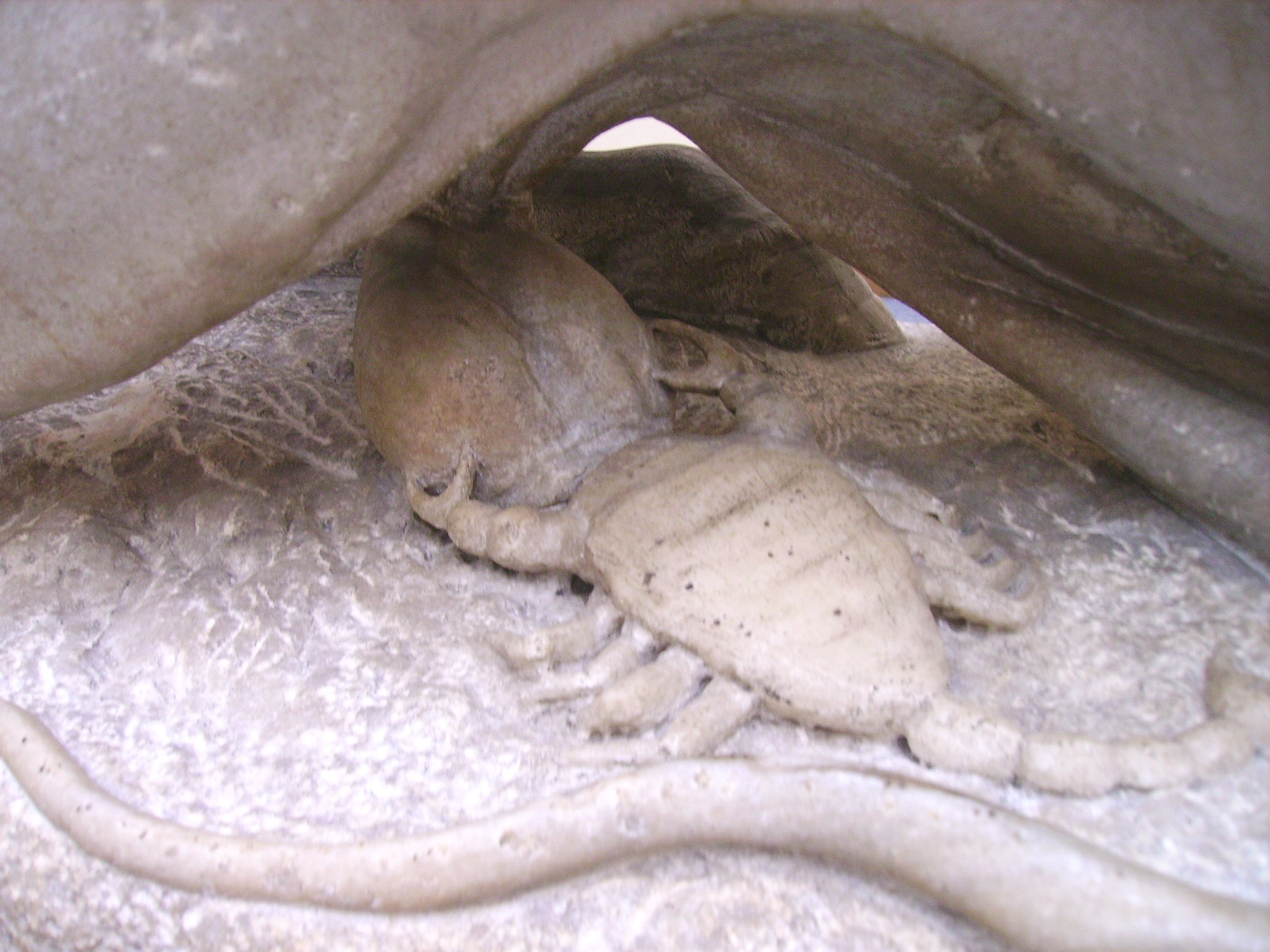
CIMRM 593號的細節：蠍子朝著公牛的睪丸前去。

通常該犬類（canine，普遍被認為是一條狗〔dog〕）、蛇和蠍子也出現在大多數的屠牛場景上；狗和蛇一般被設置為觸及著傷口，而蠍子通常被設置在垂死的公牛之生殖器上。許多浮雕還包括一隻鳥，通常被認為是渡鴉，為在場景的某一處。並不經常地，尤其是出自於萊茵河和多瑙河邊界的浮雕之中，這屠牛場景還包括了一個聖餐杯（chalice）以及一頭獅子。
從浮雕之中很少會有缺席者，並且有時也包括在独立式的（free-standing）屠牛像雕塑，乃是考泰斯與考托佩斯（Cautes and Cautopates）的表示法，火炬手雙胞胎神靈祂們倆是以作為密特拉斯微型的版本出現著，分別握著揚起的火炬和朝下的火炬。通常，考泰斯是站在場景的右邊而考托佩斯則是位在左邊。在五十個屠牛場景中，他們的立場是相反的，並且在極少數情況下（像是非常早期的CIMRM 593號），祂們倆都共同位在場景的其中一邊。倆火炬手通常以交叉雙腿的姿勢呈現。在有一些浮雕上，草木（greenery）或者是樹木被放置在附近，有時候是位在公牛的兩邊，而且在其它时候，像是位在奈達（Nida，德國）作為在浮雕周圍的花環。如同在上潘諾尼亞（Pannonia Superior）境內的西斯西亚（Siscia，即今日克羅埃西亞〔Croatia〕的锡萨克〔Sisak〕），類似的花圈是由麥穗組成的（CIMRM 1475號）。
黃道帶十二個星座的象徵（巨蟹座、獅子座、室女座、天秤座、天蠍座、人馬座、摩羯座、寶瓶座、雙魚座、白羊座、金牛座、雙子座）以及對於七大“主星”（其在希臘羅馬思想中包括了太陽和月亮）的引喻在屠牛像的浮雕與壁畫中是常見的。這屠牛像浮雕（但不是雕像）幾乎總是包括索爾與盧娜的半身像，
也就是說，這兩尊神明分別是太陽神與月亮女神，祂們倆分別出現在場景的左上角和右上角。更為報復不凡的膜拜形象包括了太陽神索爾由馬所驅策的四馬雙輪戰車（quadriga）安裝在左邊朝著上方，而月亮女神盧娜由牛所驅策的二马双轮战车（biga）則安裝在右邊朝著向方。在這些形象當中，在索爾的戰車前面是赤裸的年輕神祇福斯弗魯斯（启明星，Phosphorus/Eosphorus），祂跑步前進連同火炬向上舉著。在盧娜的戰車前面則是赫斯珀勒斯（長庚星，Hesperus），連同將火炬朝下拿著。這兩位神靈是暗示著考泰斯與考托佩斯。
盧娜－月亮、索爾－太陽以及其他五名行星守護之神（薩圖恩－土星、馬爾斯－火星、墨丘利－水星、朱庇特－木星、維納斯－金星）有時候也被描繪成密特拉斯展開的斗篷中之星宿，亦或者星宿是散落在背景中。這七大主星的守護神也相當普遍地以七個祭壇的描繪來表示著（例如：CIMRM 40號、1275號、1818號、2245號），或者是以不太常見的神、人同形同性论的形式來表現，如半身像或全身像。有幾個更詳細的浮雕甚至似乎有按照他們平日（week-day）獻辭的的順序（從右到左依序為：星期一／一周裡的第2天：盧娜、星期二：馬爾斯、星期三：墨丘利、星期四：朱庇特、星期五：維納斯、星期六／一周裡的第7天：薩圖恩、星期天／一周裡的第1天：索爾）安置著主星的守護神，但沒有標準的順序是可辨別的。
正如由卡爾·伯恩哈德·史塔克（Karl Bernhard Stark）於1879年首次確認的，但是直到1970年代在庫蒙式傳遞腳本的撤除之前，尚未有人去考察，除了密特拉斯這尊神祇本身之外屠牛像場景的所有其他元素也具有明顯的星體關連性。金牛座（公牛）與天蠍座（蠍子）的星座／星群是位在黃道帶的相對點上，並且祂們之間坐落在一條天空的窄带（narrow band）其中犬科動物（大犬座〔Canis Major〕／小犬座〔Canis Minor〕或者是豺狼座〔Lupus〕）、蛇（长蛇座〔Hydra〕, 但不是巨蛇座〔Serpens〕或天龍座〔Draco〕）、雙胞胎神靈（雙子座）、渡鴉（烏鴉座〔Corvus〕）、杯子（巨爵座〔Crater〕）、獅子（獅子座）的星座，還有‘小麥穗’（角宿一〔Spica〕，室女座α）的星宿出現在西元一世紀晚期的夏天。同時，正如波菲利（Porphyry）對這秘密宗教狀況的描述，“月亮也被稱為公牛並且金牛座是祂的‘擢升’（the Moon is also known as a bull and Taurus is its 'exaltation'）”（《在寧芙的洞穴》第十八章〔De antro 18〕）。
隨著庫蒙的開始，他所主張星體的象徵（以及在這秘密宗教中的所有其他希臘羅馬元素）僅僅是很晚的、表面上和外來的添加而已，“大多數研究密特拉密教的學者（most Mithraic scholars）”已經把屠牛像與星座元素之間的對應關係作為巧合或微不足道的立場看待著。但是這些關連的偶然性乃一項偶發的意外巧合是“極不可能的（improbable in the extreme）”。這關連的偶然性是有意安排的，但是無條理地和無體系地附加的，也是“統計學上可以忽略的（statistically negligible）”。與此同時，這屠牛像場景的元素都屬於這場景的設計者所要講述的（神話）故事，而且公牛的存在根本上是因為其展現出密特拉斯屠戮了牠（的秘密宗教隱喻），主要不是因為公牛是金牛座以及／或者月亮。
偶爾，可以在膜拜浮雕的角落中發現到兩尊或者四尊風神的的半身像。其他守護神祇的神像（朱諾－赫拉、俄刻阿諾斯－、海克力斯、伏爾坎，等等…）也有時候會出現。

### 華人影視作品
由李連杰（功夫巨星）、張敏、邱淑貞、吳鎮宇、黎姿、吳耀漢、洪金寶、鄒兆龍等多位著名影星所領銜主演，並且是改編自金庸武俠小說作品於1993年上映的香港電影——《倚天屠龍記之魔教教主》，在劇情理有一段情節是在一個刻有波斯文乾坤大挪移心法以及位於前明教教主陽頂天骨骸的洞穴之中，那裏即有一個密特拉屠牛像的佈景存在著，唯一差異的是屠牛像所朝的方向與本章節所示的屠牛像方向相反，是面向左側的。
另外值得要說明的是明教是摩尼教的中國本土化，本身絕非武俠小說或影視作品中的魔教，而且摩尼教最原本的教義是本著救贖世人的宗教情懷在，也因為如此而去真正了解明教背後的意涵下，歷史上的明教與武俠小說中所描述的情況迥然不同，如果沒有實際的考察，切勿讓通俗小說家的作品給誤導。

## 解譯
除此之外，公牛的殺戮是一種古羅馬時代宗教獻祭的儀式——從浮雕之中公牛背部裝飾著蓋在動物背部的（dorsuale）緞帶或者是毯子可以識別的出來——屠牛像的功能和宗旨目的是不確定的。由於這屠牛場景被輔之以膜拜仪式膳食的場景（有時甚至表現在同一座宗教遺跡的兩側），屠牛像的意義可能是屠牛是一種救贖的行徑；也就是說，在克勞斯的研究中是這麼論述：“〔屠〕宰與宴席是共同影響著信徒的救贖。（[s]laughter and feast together effect the salvation of the faithful.）”。請注意，學術研究的論述未必是正確的，密特拉教特有的屠牛像本身是屬於密特拉斯神話的展現方式，屠牛像中有許多難以了解的隱喻在，因此若非密特拉教入教者以及入教後受該教秘法家的解說下，外人實難以了解箇中真義，現代學術的假設論述更不能作為依據。還有，殺生祭神之非在《印光法师文钞·增广·昭文古会杀生致祭辩讹(即安徽黟县祭昭明太子之会)》中有開示：“…不知天地以好生为德，神为天地主宰诸事，岂其心与天地相反，而为己一享其祭，令无数生命，同受刀砧之苦。是尚得谓之为聪明正直，赏善罚恶之正神乎？其原由于贪馋之愚夫，特借祭神之名，大杀特杀，以期悦己口腹。遂相习成风，而不知其为造大恶业。谓为祭神，神其食之乎？…况既名为神，必秉聪明正直之德。当以作善作恶，为降福降殃之准。岂杀生祭我，即作恶者亦降福。不杀生祭我，即作善者亦降祸乎？若是则其神之心行，与市井无赖小人无异，何以称其为聪明正直之神乎？既为聪明正直之神，决不为此妖魔鬼怪，不依道德仁义之事。况深入佛法，彻悟自性，受佛大戒，毕世蔬食之昭明太子乎？…”。

### 傳統的庫蒙觀點

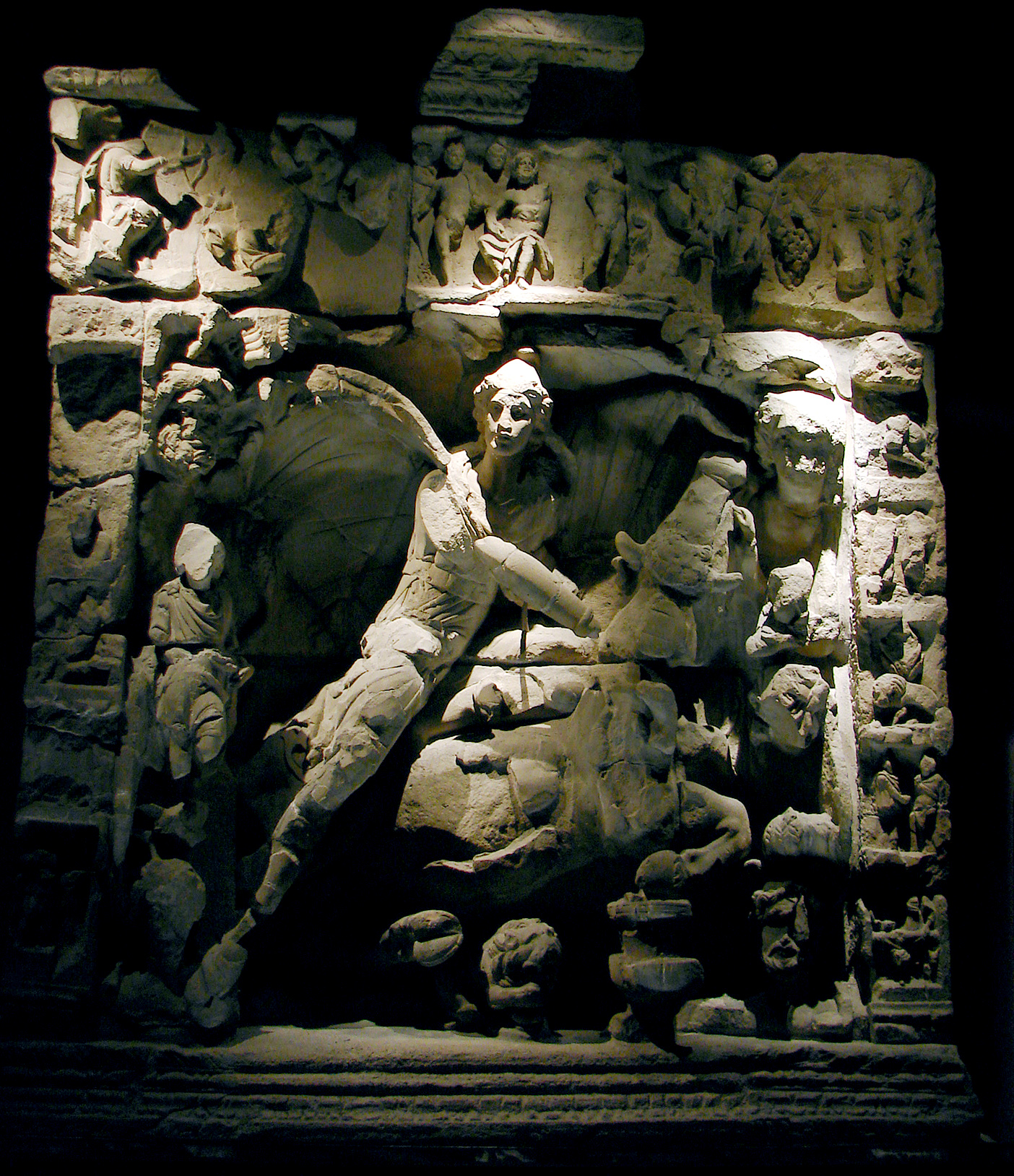
CIMRM 966號（v.I）：出自於萨尔堡（Sarrebourg，即是龐·薩拉維〔Pons Saravi〕位在比利時·高盧〔Gallia Belgica〕）密特拉寺的屠牛像淺浮雕。現今珍藏於法國梅茲（Metz）的庫多博物館（Cour d'Or Museum）之中。

在庫蒙式（Cumontian）假設的密特拉秘儀是“拜火教的羅馬形式（Roman form of Mazdaism）”的框架內，這（現在已經過時了）傳統觀點認為屠牛像是意味著瑣羅亞斯德教對屠戮一頭原始牳牛的宇宙論神話。被講述在《創世紀》（Bundahishn，音譯為班達希申）中的神話故事，這是一部西元九世紀的瑣羅亞斯德教經書。
在神話故之中，這邪靈阿里曼（Ahriman）誅戮了（不是密特拉斯）原始的生物盖维福迭达（Gavaevodata），這個盖维福迭达被表現為一頭牳牛（bovine）。進入這個故事，庫蒙插入了在阿維斯陀祆教經典的（Avestan）密特拉（Mithra）指揮著太陽的勉強字句，推測這一點應該曾經有存在過這故事，故事中密特拉扮演著經文裡所賦予阿里曼的角色。這個伊朗密特拉的庫蒙式描述早已被拋棄了，因為“不僅伊朗的經文中沒有支持（not merely unsupported by Iranian texts）”相反的是——在伊朗經典中所賦予密特拉乃是作為一尊家畜牲畜的守護神的角色，而且祂舊有的稱號是“牧場的保護神（protector of pastures）”——是“實際上與已知的伊朗神學有嚴重衝突（actually in serious conflict with known Iranian theology）”存在著。簡單地說：與羅馬密特拉斯不同，伊朗的密特拉不會做任何公牛的誅戮。

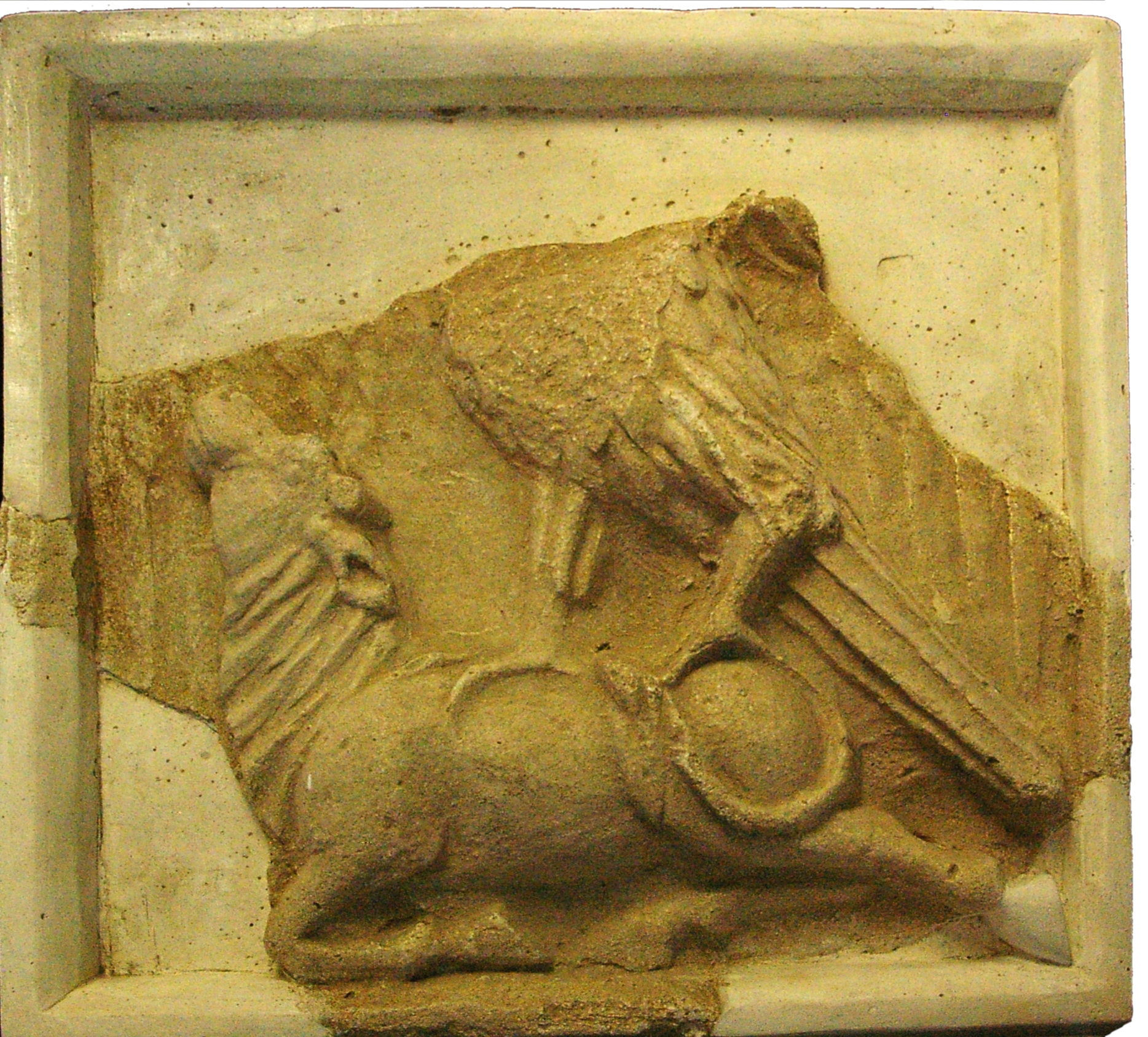
一隻鳥停留在公牛背上的安息帝國的浮雕，查哈克堡（Zahhak Castle），東亞塞拜然省（East Azerbaijan），伊朗。在安息帝國的帶扣上也有找到類似的浮雕。

近來，一隻鳥與一頭公牛的聖像浮雕， 這聖像是被發現在伊朗境內的，已經被伊朗的學者對屠牛像來進行了比較。

### 現代占星術的解譯

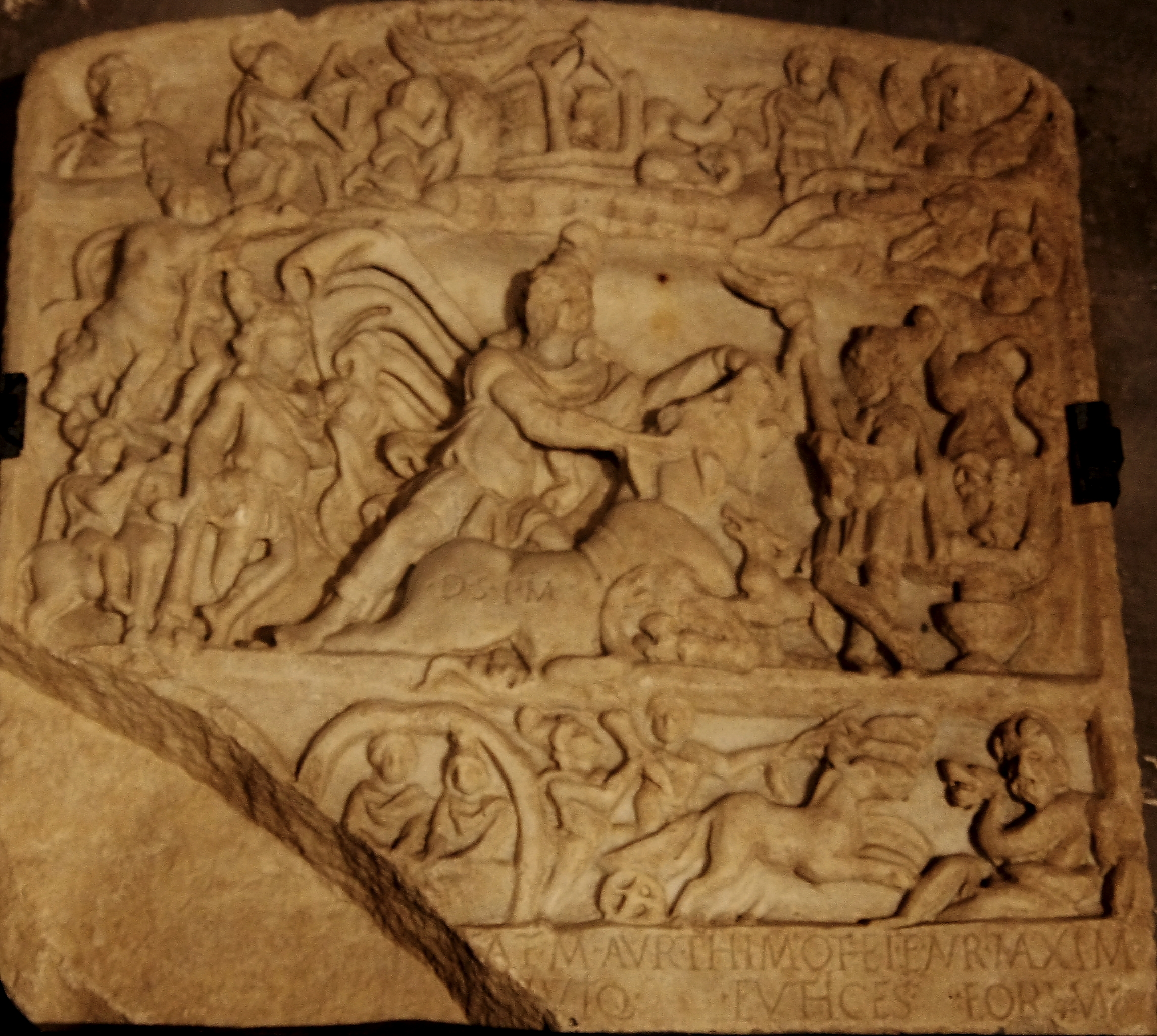
CIMRM 1935號：出自於馬羅斯·波爾圖（Maros Porto〔Mureş port〕，羅馬尼亞）密特拉寺的屠牛密特拉斯（Tauroctonous Mithras）。現今珍藏在布魯肯撒爾國家博物館（Brukenthal National Museum）。

隨著1970年代庫蒙式傳遞腳本被撤除之後而來，庫蒙將這秘密宗教的天文學／占星術層面浅薄化作為了“旨在吸引新入教者的知識轉移（intellectual diversions designed to amuse the neophytes）”，已經遷就了一般所認可的天文學／占星術層面是這支信仰基本前提的一部分。這種認識並不新穎；“〔自〕從克理索的時期以來（約西元178年），《真实邏各斯》的作者，人們已經知道〔通過奧利振的《反駁克理索》〕這部著作密特拉秘儀是在恆星與行星之間建立聯繫的。（[s]ince the time of Celsus (around 178), author of Alēthēs Logos, it has been known [via  Origen's Contra Celsum] that the Mithraic mysteries relate to fixed stars and planets.）”在庫蒙式理論之後的時期，這項認可被斯坦利·因斯勒爾（Stanley Insler）給首次的復興了（第二次代表大會，1975年），他指出這就希臘羅馬對天文現象的理解觀點來講屠牛像能夠被独自地解釋。同樣地，理查德 L. 戈登博士（Dr. Richard L. Gordon，1976年）警告不要忽視這支信仰天文象徵的重要性。由羅傑·貝克博士（Dr. Roger Beck）所撰寫的四篇同期文章（1976年～1977年）強調了天文學／占星術在古希臘羅馬宗教思想背景下的作用。貝克認為諷刺的是這庫蒙，“他自己是古代占星術中最傑出的學者之一，應該没觉察到這個含義。〔庫蒙的〕對“該傳統伊朗民族”的專注讓他思路狭隘。（who was himself one of the most eminent scholars of ancient astrology, should have been unaware of this implication. [Cumont's] preoccupation with "les traditiones iraniennes" had blinkered him.）”。
因此，自1970年代以來，在這個場景中的黃道帶象徵引發了很多推測那就是這個膜拜的浮雕代表著某種“星圖（star-map）”的密碼，這個密碼構成了密特拉斯身份的謎題。貝克（2006年）總結學者他們的推測如下：
- 亚历山德罗·包薩尼（Alessandro Bausani）〔1979年〕：屠牛密特拉斯為獅子座；
- 邁克爾·施派德爾（Michael Speidel）〔1980年〕：…為獵戶座（太陽神阿波羅的英雄歐里昂）；
- 卡尔－古斯塔夫·桑德林（Karl-Gustav Sandelin）〔1988年〕：…為御夫座；
- 大衛·烏蘭西（David Ulansey）〔1989年〕：…為玻耳修斯；
- 約翰·大衛·諾斯（John David North）〔1990年〕：…為參宿四；
- 羅傑·貝克〔1994年〕：…為太陽進入獅子座；
- 玛丽亚·魏斯（Maria Weiss）〔1994年，1998年〕：…為夜空。

此外，斯坦利·因斯勒爾〔1978年〕以及布魯諾·雅各布斯（Bruno Jacobs）〔1999年〕把整個屠牛場景與金牛座的偕日設定等同在一起。在2006年時，羅傑·貝克發現所有這些（研究）方法“缺乏說服力（lacked persuasiveness）”因為他們是“在正確的國家背景之中沒有事實的根據（ungrounded in proper contextual soil.）”。在這個議題上並沒有達成共識。

## 歷史遺産
這屠牛像的形象被雷蒙德·巴泰勒米（Raymond Barthélemy）為了羅馬大獎（Prix de Rome）而改編成了俄瑞斯忒斯之瘋狂（The Madness of Orestes）的雕塑作品（1860年）；獲獎的石膏模型保留在法國國立高等美術學院（École Nationale Supérieure des Beaux-Arts）的珍藏中，該作品被列入於2004年《上帝與凡人》（Dieux et Mortels）的巡迴展覽中。

### 腳註
1. ↑  關於蠍子在屠牛像之中的作用，以及牠與古希臘羅馬思想中廣泛流傳的思想相聯繫，請參閱Beck 1976c，第208–209頁
2. ↑  庫蒙是《希臘人和羅馬人之間的占星術以及宗教》（Astrology and Religion among the Greeks and Romans，1912年）的知名作家，《埃及占星家》（L'Égypte des astrologues，1937年）更是精通，而且還是多卷《希臘占星手稿目錄》（Catalogus Codicum Astrologorum Graecorum，1898年～1953年）的共同創始人和共同編輯。

### 文獻資料引用
1. ↑  Beck 2006，第17頁.
2. ↑  Beck 1984，第2026頁.
3. ↑  Clauss 2000，第48頁.
4. ↑  Gordon 1978，第156頁.
5. ↑  Vermaseren 1960，第II.439頁.
6. ↑  Clauss 1992，第253-254頁.
7. ↑  Clauss 2000，第22,146頁.
8. ↑  Gordon 1978，第152頁.
9. ↑  Merkelbach 1984，第148頁.
10. ↑  Beck 1998，第117-118頁.
11. ↑  Beck 1984，第2073頁.
12. ↑  Clauss 2000，第95頁.
13. ↑  Clauss 2000，第80頁.
14. ↑  Clauss 2000，第81頁.
15. ↑  請參閱因果報應實證(第三篇) （页面存档备份，存于），淨松居士編述。
16. ↑  Clauss 2000，第79頁.
17. ↑  cf. Beck 1984, p. 2019.
18. ↑  Cumont 1903，第21頁.
19. ↑  Cumont 1896，第180f頁.
20. ↑  Cumont 1903，第24, 210頁.
21. ↑  Beck 1984，第2072頁.
22. ↑  Clauss 2000，第96頁.
23. 1 2  Clauss 2000，第84頁.
24. 1 2 3  Clauss 2000，第85頁.
25. ↑  Beck 2006，第30-31頁.
26. ↑  Qtd. In Clauss 2000, p. 82.
27. ↑  Cumont 1903，第23-32頁.
28. 1 2  Beck 2006，第31頁.
29. ↑  Beck 2004b，第240頁.
30. ↑  Beck 2004c，第252頁.
31. ↑  《倚天屠龍記之魔教教主》，1993年上映，香港出品。
32. ↑  請參閱維基百科摩尼教條目。
33. ↑  Clauss 2000，第112頁.
34. ↑  .   [2017-12-19]. （原始内容存档于2017-12-22）.
35. ↑  Cumont 1903，第135f頁.
36. ↑  Hinnells 1975，第292頁.
37. ↑  .   [2017-12-19]. （原始内容存档于2014-06-09）.
38. ↑  Cumont 1903，第130頁.
39. ↑  Chapman-Rietschi 1997，第133頁.
40. ↑  cf. Bianchi 1976, p. 89.
41. ↑  Gordon 1976，第119頁.
42. ↑  Beck 1976a，第1f頁.
43. ↑  Beck 1976b，第95f頁.
44. ↑  Beck 1976c，第208頁.
45. ↑  Beck 1977，第15-16頁.
46. ↑  Beck 1977，第16, n. 27頁.
47. ↑  Beck 2006，第34頁.